# 波河
波河（義大利語：Po）是意大利最长的一条河流。位于意大利北部，发源于科蒂安山，源头是Pian del Re的山坡上渗出的泉水，Pian del Re 是波河山谷中一处较为平坦的地方，位于维佐峰西北壁之下。波河随后沿着北纬45度线延伸，在威尼斯附近注入亚得里亚海。其全长652或682公里，取决于是否考虑右岸支流马依拉河的长度。流域面积74,000平方公里。
这条河流的特点是流量大（甚至有几条1000公里以上河流的流量低于或等于波河）。由于这一特点，该河曾经有过多次严重的洪水泛滥。因此，现时该河超过一半的长度由堤坝控制。 
条河流经意大利许多重要城市，包括都灵、皮亚琴察、克雷莫纳和费拉拉。在伦巴第平原，以达·芬奇参与设计的网状水道系统与米蘭相连。在河口处形成广阔的三角洲，包括几百条细水道和五条主要水道（意大利文称作“Po di Maestra”，“Po della Pila”，“Po delle Tolle”，“Po di Gnocca”和“Po di Goro”）。该地区被称为科马基奥，以鳗鱼闻名。波河河谷属于山南高卢，分为 Cispadane Gaul（波河南部）和 Transpadane Gaul（波河以北）。有波河三角洲国立公园。
波河平原是意大利的主要农业区。中上游是人口密集的工业地带，三角洲出海口因為水文條件人口較少。

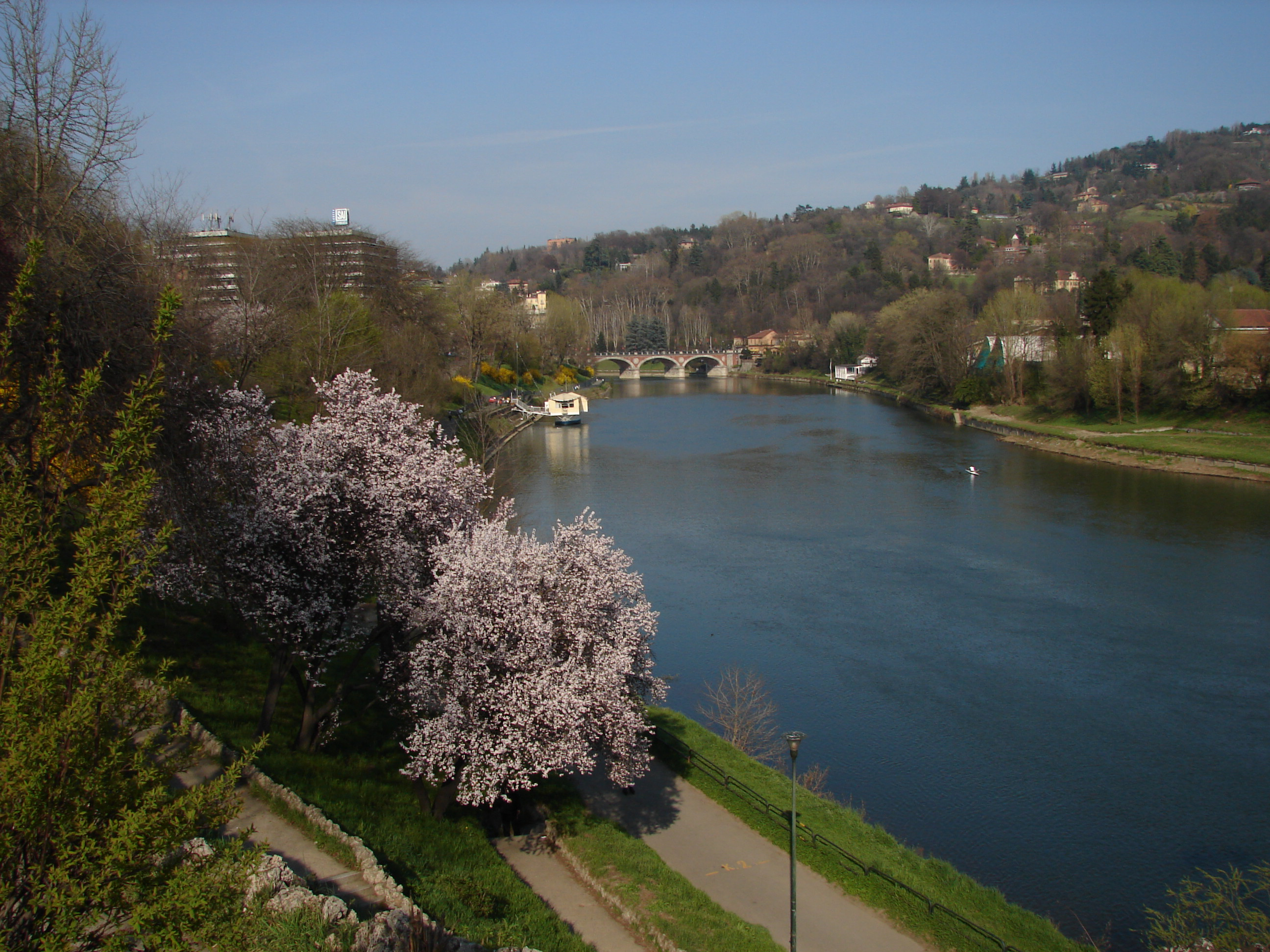
从都灵看到的波河